# Górka Klasztorna
Górka Klasztorna – część wsi Rataje w Polsce, położona w województwie wielkopolskim, w powiecie pilskim, w gminie Łobżenica.
W latach 1975–1998 Górka Klasztorna administracyjnie należała do województwa pilskiego.
Nazwa Górka Klasztorna powstała w roku 1923, od czasu objęcia tej miejscowości przez księży Misjonarzy Świętej Rodziny. Poprzednio nazywano ją Górką pod Łobżenicą lub Górką na Krajnie.
W czasach przedchrześcijańskich ważne miejsce kultu, które ówcześnie znajdowało się w środku prastarej puszczy porastającej okolice. Obecnie zrekonstruowany kamienny krąg w przyklasztornym parku z tablicą informacyjną. Istnieje hipoteza podważająca autentyczność tego kręgu.
W Górce Klasztornej znajduje się Sanktuarium Maryjne z bazyliką NMP Niepokalanie Poczętej, w której znajduje się Cudowny Obraz Matki Bożej Góreckiej z XVII wieku, koronowany 6 czerwca 1965 przez kardynała Stefana Wyszyńskiego. Górka Klasztorna jest najstarszym w Polsce miejscem kultu maryjnego. Matka Boża objawiła się w tym miejscu pasterzowi w roku 1079. Dzisiaj miejsce to jest znane z cudownego obrazu Matki Bożej Góreckiej oraz studzienki, w której woda z chwilą ukazania się Maryi nabrała cudownych właściwości. Jest to najstarsze sanktuarium maryjne w Polsce. 14 czerwca 2015 odbyło się uroczyste nadanie tytułu bazyliki mniejszej sanktuarium w Górce Klasztornej z okazji 50-lecia koronacji obrazu MB Góreckiej.
W 1971 w Górce Klasztornej ustanowiono rzymskokatolicką parafię NMP Niepokalanie Poczętej.
Górka Klasztorna jest znana również z wystawianych co roku pasyjnych misteriów, zaś latem odbywa się festiwal „Maria Carmen”.